# Maïréré (Tarka)
Maïréré (auch: Maïriré, Maï Réré, Maï Reyrey, Mayréré, May Rérey) ist ein Dorf in der Landgemeinde Tarka in Niger.

## Geographie
Das Dorf liegt rund 28 Kilometer westlich des Hauptorts Belbédji der Landgemeinde Tarka und des Departements Belbédji, das zur Region Zinder gehört. Zu weiteren Siedlungen in der Umgebung von Maïréré zählen Elh Dawèye im Nordwesten, Oubandawaki im Nordosten, Amazazagan I im Südosten, Injao im Süden und Tagriss im Südwesten.
Maïréré ist Teil der Übergangszone zwischen Sahara und Sahel. Die durchschnittliche jährliche Niederschlagsmenge beträgt hier zwischen 200 und 300 mm. Der in einer Niederung gelegene Wald von Maïréré erstreckt sich über eine Fläche von 495 Hektar und steht unter Naturschutz.

## Bevölkerung
Bei der Volkszählung 2012 hatte Maïréré 411 Einwohner, die in 54 Haushalten lebten. Bei der Volkszählung 2001 betrug die Einwohnerzahl 293 in 42 Haushalten und bei der Volkszählung 1988 belief sich die Einwohnerzahl auf 137 in 22 Haushalten.

## Wirtschaft und Infrastruktur
Es gibt eine Schule im Dorf. Die 366,6 Kilometer lange Nationalstraße 32 zwischen Keita und Sabon Kafi verläuft bei Maïréré. Es handelt sich in diesem Abschnitt um eine moderne Erdstraße.